# Lista localităților din Elveția - J
| Localitățile din Elveția - ghid alfabetic A \| B \| C \| D \| E \| F \| G \| H \| I \| J \| K \| L \| M \| N \| O \| P \| Q \| R \| S \| T \| U \| V \| W \| X-Y \| Z Lista parțială a localităților din Elveția - Ultima actualizare: 01.01.2010 |

| Localitățile din Elveția - litera J Jaberg, BE, 236 \| Jaun, FR, 732 \| Jegenstorf, BE, 4087 \| Jenaz, GR, 1148 \| Jenins, GR, 754 \| Jens, BE, 610 \| Jeuss, FR, 396 \| Jonen, AG, 1626 \| Jongny, VD, 1288 \| Jonschwil, SG, 3189 \| Jouxtens-Mézery, VD, 1214 \| Juriens, VD, 246 \| Jussy, GE, 1093 \| |